# Marcusenius angolensis
Marcusenius angolensis es una especie de pez elefante eléctrico en la familia Mormyridae presente en el río Cuanza y probablemente en algunos sistemas hidrícos cercanos al océano Atlántico. Es nativa de la Angola y puede alcanzar un tamaño aproximado de 135 mm.
Respecto al estado de conservación, se puede indicar que de acuerdo a la IUCN, esta especie puede catalogarse en la categoría «preocupación menor (LC)».